# Col du Chat
Vous lisez un « bon article » labellisé en 2011.
Ne doit pas être confondu avec la montée du relais du Mont du Chat située plus au sud et culminant à 1 504 m d'altitude.
Le col du Chat est un col situé en France, sur la commune de La Chapelle-du-Mont-du-Chat, dans le département français de la Savoie en région Auvergne-Rhône-Alpes. Il franchit le mont du Chat dans le massif du Jura, en surplomb du lac du Bourget face à la ville d'Aix-les-Bains.
Même s'il n'a jamais été traversé par un axe transalpin principal, le col est depuis l'Antiquité franchi par une route dont l'usage a souvent dépassé un strict cadre local, du moins jusqu'au percement du tunnel du Chat : ainsi Montaigne l'a-t-il emprunté au retour d'Italie. Son usage est désormais surtout touristique, en tant qu'ascension pour les cyclistes, ou point de départ de randonnées pédestres au mont du Chat.
La faune et la flore particulières de la région font que le col est situé dans le périmètre et à proximité de zones naturelles d'intérêt écologique, faunistique et floristique et de réserves Natura 2000. Il est ouvert toute l'année sans interruption hivernale.

## Toponymie
Le col du Chat est aussi évoqué sous le nom de col du Mont-du-Chat ou de col de Chevelu.
La première occurrence connue du nom de mont du Chat apparaît en 1209 ; les textes plus anciens le désignent comme mons munitus ou mons Munni. On le rencontre d'abord sous les formes latines mons Catus, mons Catti ou montem Cati, puis montem du Chat à la fin du XVe siècle.
Dans son étude toponymique de la zone linguistique francoprovençale, G. R. Wipf, après avoir énuméré une collection (non exhaustive) d'hypothèses sur la toponymie de la montagne, la dent et le col du Chat, conclut provisoirement que « le moins qu'on puisse dire, c'est qu'il s'agit d'un toponyme contesté ». Il y revient plus loin dans l'ouvrage, en y consacrant cinq pages.

### Le mot «chat» pris à la lettre
Une première thèse rattache le nom du massif et du col à la légende du chapalu, « légende savoyarde bien connue » pour Wipf. Soutenue dans les travaux des médiévistes et folkloristes, cette interprétation n'obtient guère le soutien des linguistes. Alphonse Gros suppose que la légende « n'a été inventée que pour fournir l'explication de cette curieuse appellation ». Wipf, sans croire davantage à cette explication, ne peut le suivre : dans la mesure où la rencontre avec le chapalu figure dans le cycle arthurien où elle est supposée se dérouler près du « lac de Lausanne », elle n'est pas une construction ad hoc élaborée autour du lac du Bourget.
Dauzat et Rostaing expliquent pour leur part le nom de la dent du Chat par sa forme, qui selon eux évoquerait celle d'une canine de chat. Wipf n'est pas non plus convaincu, sa propre impression visuelle de la montagne lui évoquant difficilement un trait félin.

### Un mot franco-provençal
Pour sa part, Henri Jaccard considère le mot francoprovençal sya, qui désigne la scie. Il observe l'existence d'une source de 1582 où le col du Chat est dénommé « la Sciaz » et rapproche ceci de noms de lieux des Alpes vaudoises, où la toponymie s'explique par la présence d'une arête évoquant les dents d'une scie.

### Des noms propres de personnes
La déformation de noms propres de personnes a été suggérée. Sans s'attarder sur cette possibilité, Gros rappelle qu'on trouve dans des chartes du Sud-Est des noms à consonance voisine : Dominus Rodulfus Cati ou même Johannes dictus Chat. En se référant à « d'autres érudits » sans plus de précision, André Palluel-Guillard renvoie aux Catulli, nom de famille qui apparaît sur deux inscriptions conservées dans la crypte du Bourget.
La version soutenue par Gros est une variante de celle qui précède : la montagne tirerait son nom du hameau de Chevelu (anciennement Chavelu), hameau dont il explique à son tour la toponymie par le surnom Capillutis d'un habitant à la chevelure remarquable.

### Une racine celtique
Deux hypothèses renvoient à des divinités gauloises : en se référant à « Joanne », Palluel-Guillard évoque une déformation de Thuat, lui-même graphie du nom du dieu Teutatès,. Une deuxième est sans doute plus sérieuse : Wipf mentionne la possibilité d'une racine commune entre « Chat » et « Chambéry », qui pourraient dériver tous deux du nom du roi légendaire Caturix.
L'hypothèse qui a la faveur de Wipf est la dérivation depuis une racine celtique car ou cal, désignant la montagne en langues préceltiques. Pour lui, on retrouverait cette racine dans de nombreux noms savoyards, en particulier celui de Chamonix ; ce dernier rapprochement a du sens, car Wipf croit aussi distinguer une racine celte commune moniz, désignant également la montagne, dans l'ancien nom du mont du Chat (mons Munitus) et le nom « Chamonix ». Pour sa part, Gros explique mons Munitus par une étymologie latine : une via munita ou iter munitum désignant une route ou un chemin ayant nécessité des aménagements.
Enfin, renvoyant à « Mailland », Palluel-Guillard suggère l'hypothèse d'une dérivation d'une racine celtique chai, désignant un combat ou une embuscade.

## Géographie

### Situation

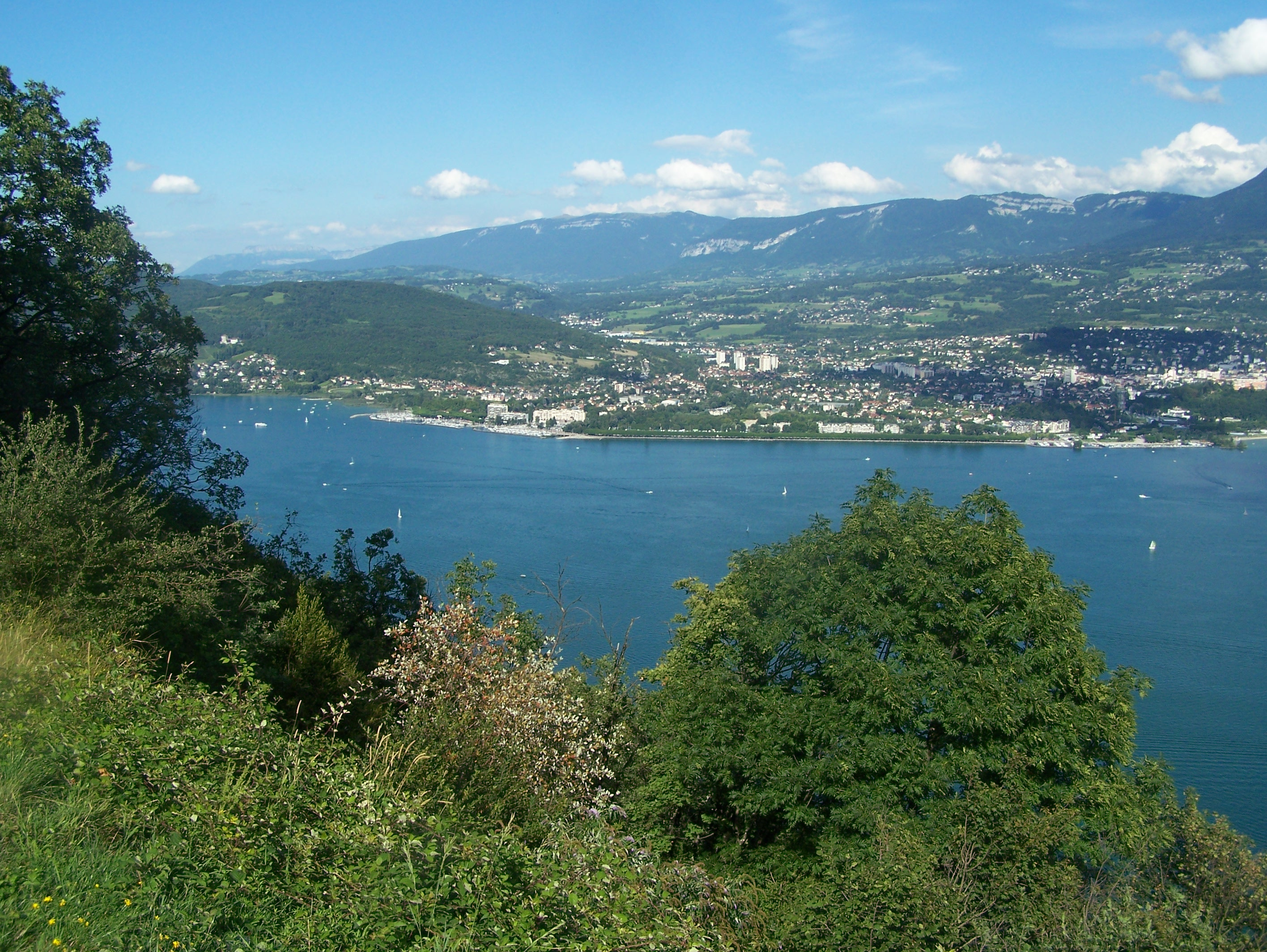
Vue du lac du Bourget et de la ville d'Aix-les-Bains depuis la route du col.

Le col du Chat se trouve à 638 m d'altitude. Il sépare le mont du Chat, qui s'élève à 1 496 mètres d'altitude et se situe au sud-sud-ouest, avec en particulier le roc de Cornillon qui surplombe immédiatement le col de 250 mètres environ, du mont de la Charvaz, qui s'élève à 1 158 mètres d'altitude et se situe au nord. Le col domine de plus de 400 mètres le lac du Bourget situé à un kilomètre à l'est, sur le versant de la Savoie Propre. Il domine de plus de 300 mètres la vallée du Rhône à l'ouest, sur le versant de l'Avant-Pays savoyard. Il est situé à 1,5 kilomètre au nord-ouest de Bourdeau qu'il surplombe de plus de 330 mètres et à 2 kilomètres au sud-sud-ouest de La Chapelle-du-Mont-du-Chat, village placé sur un rebord de l'anticlinal qui domine le lac du Bourget de plus de 400 mètres. Il est situé à 1,5 kilomètre au-dessus du village de Saint-Jean-de-Chevelu, placé à 320 mètres en contrebas du col, à l'ouest-nord-ouest. Le tunnel du Chat passe sous la montagne à 500 mètres du col, vers le sud-sud-ouest.

### Géologie

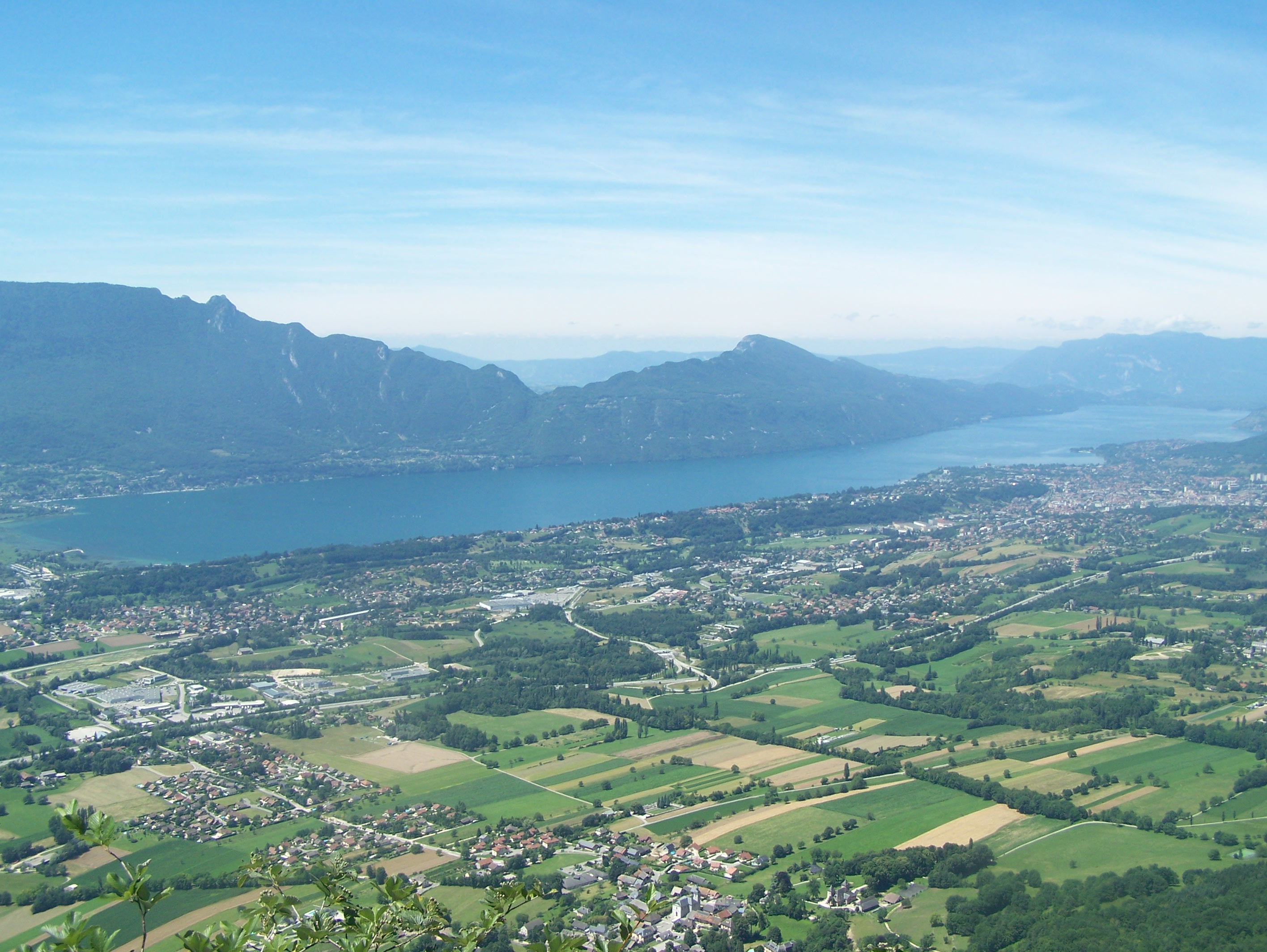
Vue du mont du Chat avec le col visible et facilement repérable à l'emplacement du « V », point le plus bas.

Le col est creusé dans les calcaires kimméridgiens du mont du Chat. Son soubassement est traversé par une faille de sens nord-ouest/sud-est nommé faille du col du Chat, transversale à l'anticlinal. Cette faille est visible de Saint-Jean-de-Chevelu au lac du Bourget. Elle décale les couches crétacées d'environ 500 m vers le nord-est et laisse penser à la présence d'un décrochement. Cependant, les données cartographiques montrent une absence de décalage des couches jurassiques situées au niveau de la faille et un décalage très peu perceptible au niveau de la faille du mont du Chat, traversée par la faille du col du Chat au niveau de la base occidentale de l'anticlinal, à 1 km au nord-ouest du col du Chat. La faible épaisseur des calcaires urgoniens situés sous les premières couches de transgression marine datant du Miocène, au niveau de Bourdeau, qui contraste avec une épaisseur plus importante au nord de la faille, située sur la base orientale de l'anticlinal au bord du lac du Bourget, semble indiquer que cette faille fut formée lors du soulèvement du Jura à cette même période et provoqua une différence de soulèvement entre le mont de la Charvaz et le mont du Chat. Le col fut alors formé par érosion, avant la transgression marine du Miocène.
L'érosion du col fut accentuée lors des épisodes glaciaires et sa faible altitude, comparée à celle des sommets voisins, a permis, tout comme le col de l'Épine, le passage du glacier de l'Isère, lors de la dernière glaciation et la formation du lobe glaciaire lyonnais.

### Climat
Le col du Chat est soumis à un climat montagnard légèrement atténué en raison de la présence voisine du lac du Bourget qui tempère le bassin d'Aix. Deux stations météorologiques sont situées à proximité : la station no 73008003 d'Aix-les-Bains, située à 3 km à l'est, et la station no 73051001 du mont du Chat, située à 4 km au sud,.

### Faune et flore
Le col du Chat est situé en zone forestière fermée. Le versant sud de la percée du col est peuplé de hêtres, tandis que le versant nord est peuplé de divers feuillus associés avec des conifères dans la partie occidentale.
On dénombre, dans les cavités du versant occidental du col, plusieurs espèces différentes de chauves-souris, comme la Barbastelle, l'Oreillard gris, ou encore le Grand rhinolophe, qui est la plus grande espèce de rhinolophe d'Europe,. Parmi les oiseaux dont la présence est relevée dans les parages du col figurent l'Engoulevent d'Europe, le Circaète Jean-le-Blanc, le Faucon pèlerin, l'Alouette lulu, le Guêpier d'Europe ou encore le Petit-duc scops,. Les insectes sont représentés par le Capricorne du chêne, l'Agrion de Mercure et l'Azuré des paluds,.

## Histoire et patrimoine

### Période gallo-romaine
Le col du Chat est probablement déjà une voie de passage à l'époque gauloise, voire plus tôt. Plusieurs érudits, tels Albanis Beaumont, Jean André Deluc et John Antony Cramer autour de 1800, puis l'historien Theodor Mommsen ont émis l'hypothèse de l'utilisation du col pour le passage des Alpes par Hannibal en route vers l'Italie ; cette thèse périmée est à présent disqualifiée.
Un réseau de voies romaines dessert progressivement la Gaule conquise. Le tracé de la voie prétorienne, qui relie alors Vienne à Milan par le col du Petit-Saint-Bernard et traverse le chaînon Épine-Chat au-dessus d'un mystérieux Labisco à peu près à mi-chemin d'Augustum (actuellement Aoste, au confluent du Rhône et du Guiers) et de Lemencum (actuellement Lémenc, quartier de Chambéry), n'est pas connu avec précision. Il est cependant acquis qu'elle ne traversait pas le chaînon au col du Chat mais en un point situé plus au sud. Si le col du Chat n'était pas sur l'axe de traversée transalpine, il était tout de même franchi par une voie vicinale, c'est-à-dire une voie à vocation plus locale de trafic commercial, d'une largeur de quatre mètres environ contre six pour les voies prétoriennes.
Des vestiges romains sont visibles au col jusqu'au milieu du XIXe siècle ; il n'en reste plus que quelques inscriptions lapidaires qui ont pu être sauvegardées. Ces vestiges sont attestés par plusieurs relations de voyage. Ainsi Alphonse d'Elbène, abbé de Hautecombe, écrit à la fin du XVIe siècle :

« Le Mont du Chat, situé entre le Rhône et le lac du Bourget est très peu difficile à gravir et lorsqu'on sera parvenu au sommet et qu'on verra les murs d'un vieux sanctuaire encore debout, une pierre se présentera au regard sur laquelle sont gravées des lettres romaines capitales, mais que, à cause de leur trop grande antiquité, personne ne peut en comprendre le sens. »

Plus récemment, Albanis Beaumont et le préfet Verneilh évoquent un « temple à Mercure. Les archéologues contemporains ne sont pas si affirmatifs que ces voyageurs d'il y a deux cents ans, et la nature de cet édifice disparu fait débat : s'il est en effet possible qu'il se soit agi d'un temple à Mercure (ou à Mercure et Mars), d'autres pensent plutôt à un relais d'étape sur la route du col. Dans cette deuxième hypothèse, les inscriptions proviendraient d'un simple oratoire à l'intérieur du relais.
Une campagne de fouilles sous la direction de J.-B. Mercier, de 1935 à 1937, permet de découvrir près du col les vestiges de plusieurs petites maisons contenant huit squelettes, manifestement victimes d'agresseurs, et quelques monnaies du IVe siècle. Lors d'une deuxième campagne, sous la direction de Claude Duc en 1939, a été trouvé à une centaine de mètres de ce hameau un trésor plus important, contenant 240 pièces des IIIe et IVe siècles.

### Du Moyen Âge au début duXIXesiècle
Passé l'an mille, le principal itinéraire pour franchir le chaînon Épine-Chat s'est fixé au col Saint-Michel, entre Aiguebelette et Cognin, pourtant plus élevé que le col du Chat de presque 300 mètres. Il n'en demeure pas moins que d'autres voyageurs font état d'une traversée au col du Chat, dont le trafic n'est donc pas seulement de nature locale. En 1395, le seigneur d'Anglure le mentionne dans son Saint Voyage à Jérusalem. En 1581, passe le plus célèbre des touristes qui empruntera jamais le col du Chat, à savoir Michel de Montaigne de retour d'Italie :

« Déjà nous vînmes passer le Mont du Chat, haut, raide, et pierreux mais nullement dangereux ou mal aisé, au pied duquel se sied un grand lac, et le long d'icelui un château nommé Bordeau. »

En 1588, le seigneur de Villamont, qui a emprunté le col Saint-Michel dans son voyage aller, rentre lui aussi d'Italie via le col du Chat. Il publie en 1595 ses souvenirs de voyage, qui seront dix fois réédités. Comme Montaigne, il reconnaît que la route n'est pas trop malaisée, mais n'est pour sa part pas totalement rassurant :

« Bien est vrai qu'elle n'est pas du tout si rude et fâcheuse, toutefois c'est un passage périlleux à cause des bois desquels elle est remplie, et d'un grand lac qui est au pied, auquel facilement du haut de la montagne on précipiterait ceux qu'on voudrait faire mourir pour avoir leur argent. »

À cette époque, la route du col à Chambéry ne suit pas l'itinéraire contemporain longeant du lac, mais descend plus progressivement, passant au château de La Serraz, à celui de Bissy et à Cognin.
Vers 1670, le roi Charles-Emmanuel II fait percer une nouvelle route entre France et Savoie Propre, par Les Échelles et le col de Couz. Les passages concurrents, col Saint-Michel comme col du Chat, ne sont plus entretenus correctement et se dégradent. En 1807, Verneilh, préfet du Mont-Blanc, témoigne que l'itinéraire par le col du Chat est devenu « impraticable pour le roulage en plusieurs endroits ».

### La route moderne
C'est en 1823 qu'est initiée la construction d'une véritable route à travers le col, qui constituera la « route provinciale no 5 ». La direction en est confiée aux ingénieurs Melano et Negretti, qui ne vont pas se borner à une rénovation de l'existant mais bien tracer une route nouvelle, aux pentes plus douces, reposant sur de remarquables murs de soutènement en pierre crue et sans joint de ciment.
En 1848, la nouvelle route est opérationnelle. Un service de diligences via le col du Chat quitte Chambéry à deux heures de l'après-midi pour rejoindre La Balme à six heures et demie : quatre heures et demie de route pour moins d'une trentaine de kilomètres. En remplaçant les légères diligences par des voitures à treize places tirées par quatre chevaux, le temps de trajet est réduit à trois heures, mais cette innovation ne reste en service que dix mois. À la veille de la Première Guerre mondiale, le service routier par le col du Chat est toujours assuré par une patache à quatre places tirée par un seul cheval.
Après l'annexion de la Savoie en 1861, l'intégration des différentes voies du chaînon dans le réseau routier français exprime leur hiérarchie : tandis que la route du col de Couz, itinéraire principal vers Lyon, devient « route impériale », celle du col du Chat est une « départementale » tandis que les autres traversées du massif demeurées praticables (col de l'Épine, col du Crucifix) ne sont que des « chemins de moyenne communication », d'intérêt local.
À la fin du XIXe siècle, il est déjà fait mention de moderniser encore l'itinéraire. En 1881, Victor Barlet, maire de Saint-Jean-de-Chevelu et conseiller général de Yenne propose le percement d'un tunnel. À la même époque, l'ingénieur Maurice Mollard propose pour sa part la construction d'une ligne de chemin de fer à crémaillère. Une loi de 1907 déclare d'utilité publique la construction d'un funiculaire entre le port de Bourdeau et le col du Chat. C'est le projet routier qui finit par aboutir : les crédits sont votés en 1928, les travaux entrepris et le tunnel du Chat est inauguré en 1932, délestant le col des trafics autres que touristique ou très local.
Du milieu du XIXe siècle à la Seconde Guerre mondiale, la proximité de la station thermale d'Aix-les-Bains fait du col du Chat un lieu d'excursion très fréquenté. Plusieurs hôtels ou restaurants permettent d'y jouir de la vue sur le lac du Bourget et des excursions sont organisées à l'intention des touristes. On note le 11 juillet 1937 la visite en « escapade privée » du président Albert Lebrun, en voyage officiel en Savoie – il y prend son petit déjeuner à la terrasse de l'hôtel du Col du Chat – et en juillet 1943 le séjour de Jean Giono dans ce même hôtel, où il écrit la pièce Le Voyage en calèche.

### Patrimoine

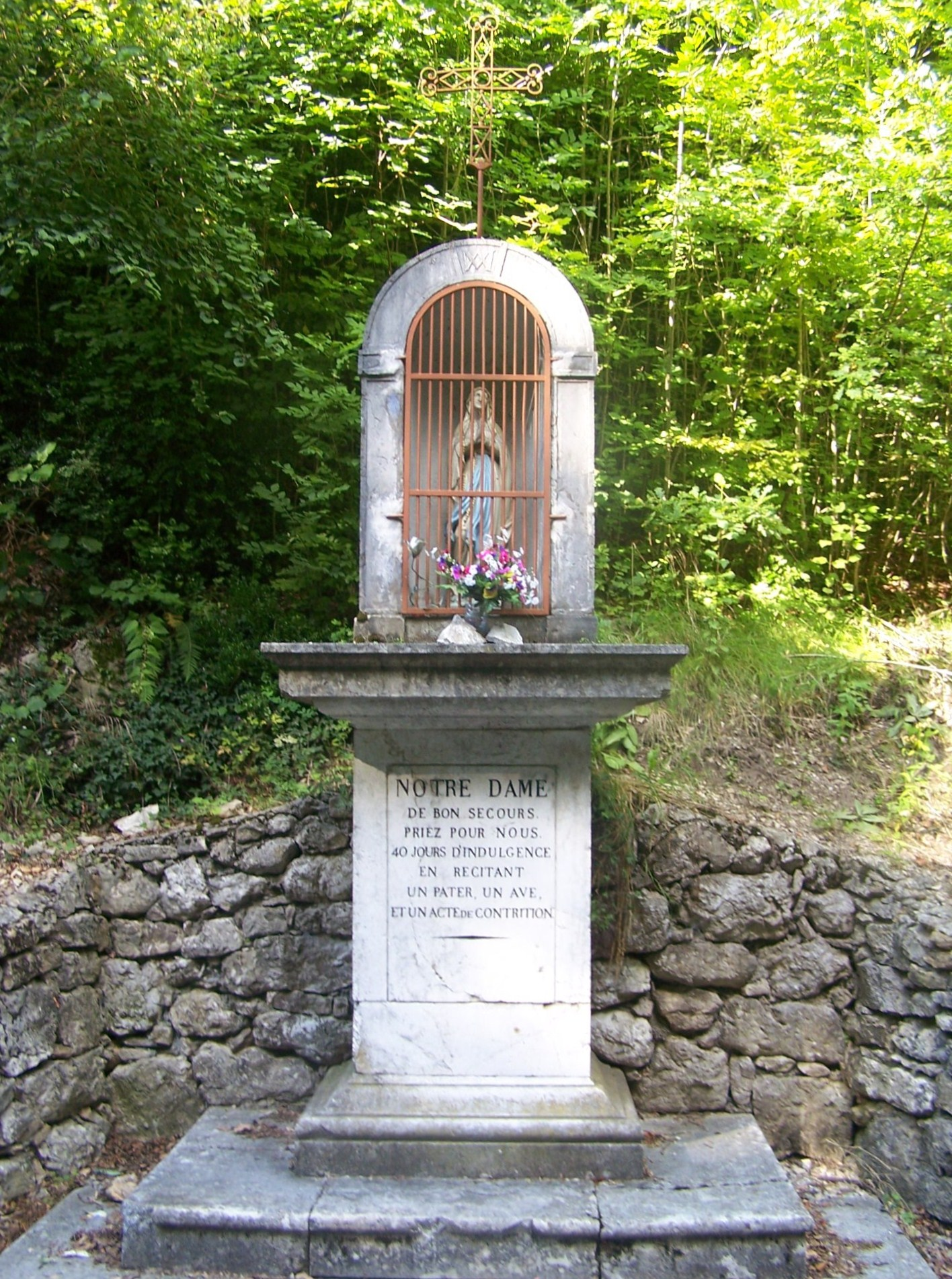
Oratoire de N.-D. de Bon Secours.

Au col, sur le bord de la route, se dresse un oratoire dédié à Notre-Dame de Bon Secours. Il est construit en pierre de taille et formé d'un piédestal en forme de parallélépipède surmonté d'une corniche sur laquelle est posée la niche grillagée où est placée la statue de Notre-Dame de Bon Secours, elle-même surmontée d'une petite croix de fer. L'ensemble est précédé de trois marches.
Entre 1830 et 1944, une carrière de pierres à ciment, dont les vestiges sont visibles à 50 m à l'est du sommet, est exploitée au col du Chat.

## Activités

### Tourisme
À présent l'usage du col du Chat est plutôt touristique, un parking a été construit 100 m sur le bord de la route en direction du Bourget-du-Lac au départ des randonnées pour la dent du Chat et des sentiers menant à la via ferrata et au site d'escalade. Beaucoup de randonneurs l'empruntent en vue de se rendre au sommet de la dent du Chat par la voie normale, dont le col est le départ.
Au moins jusqu'à la fin des années 1980, le col du Chat se trouvait sur l'itinéraire du sentier de grande randonnée GR 9, qui suivait la crête des chaînons de la Charve, du Chat et de l'Épine. Il était le point de départ sud du GR 59, qui se détachait du GR 9 en ce point.
À 300 m au sud du col, sous le roc de Cornillon, se trouve une via ferrata, inaugurée le 17 novembre 2007, dont la difficulté varie de PD+ à AD+. Il est possible aussi de pratiquer l'escalade sur une falaise, située à 400 m au sud-est en contrebas du col, jugée très difficile avec des niveaux variant de 6b à 8b+,. Le col permet de se rendre à certaines communes et hameaux présents aux alentours dans les hauteurs du mont du Chat.

### Cyclisme

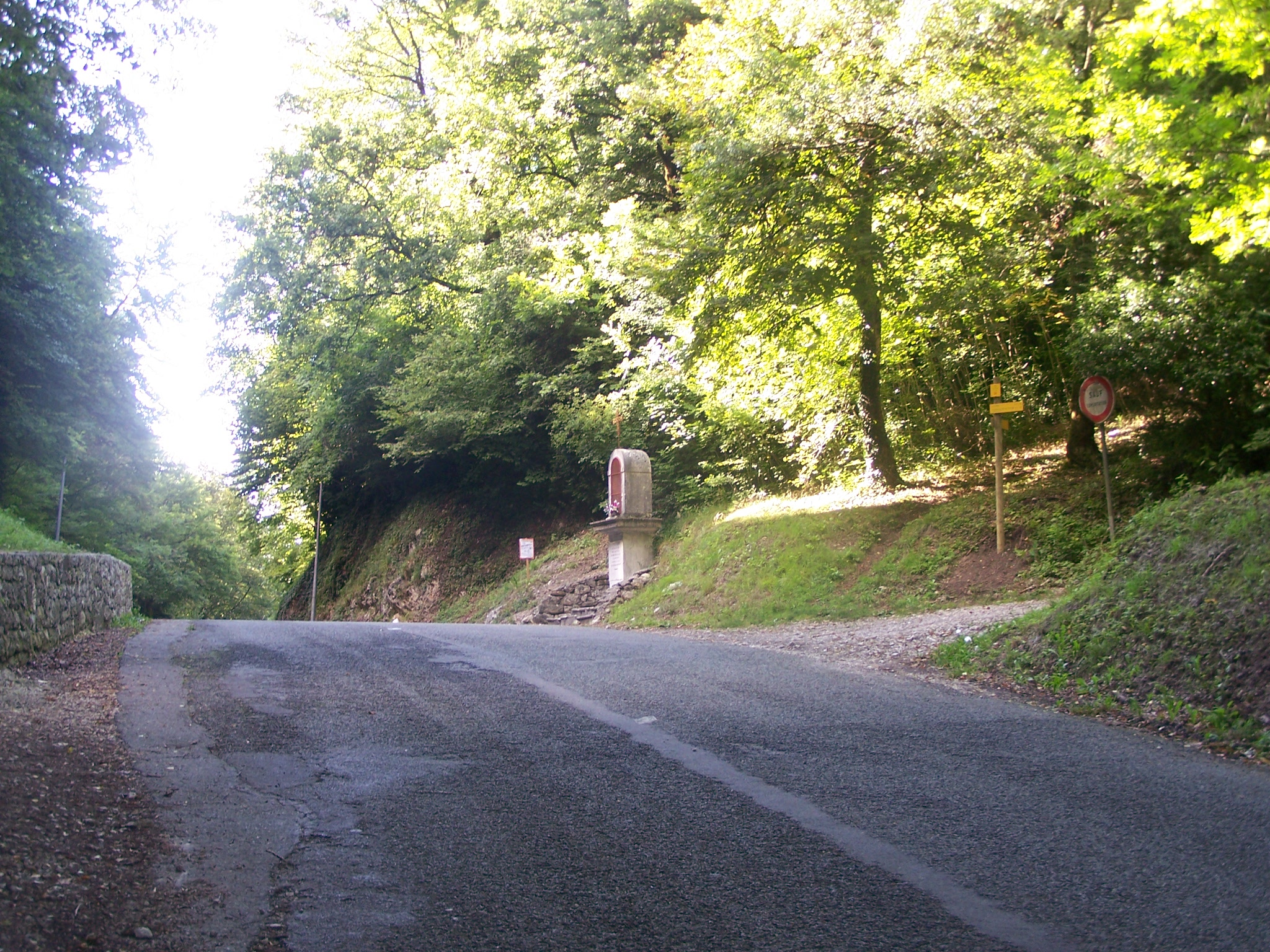
Vue du col du Chat en direction de Yenne.

Le Critérium du Dauphiné 2011 est passé par le col du Chat, classé alors en 2e catégorie pour la montée depuis Le Bourget-du-Lac, lors de la 4e étape La Motte-Servolex-Mâcon. Le coureur français Jérémy Roy est parvenu le premier au sommet, quelques semaines avant de remporter le Prix de la combativité sur le Tour de France 2011. Le col fut de nouveau au programme du Critérium en 2015, lors de la 2e étape dont le départ fut donné du Bourget-du-Lac. Le coureur érythréen Daniel Teklehaimanot (MTN-Qhubeka), futur meilleur grimpeur de l'édition, le franchit en tête.
Il est franchi par l'itinéraire de cyclotourisme Préalpes - Jour 4 allant de Yenne à Rumilly via Chanaz. Il est aussi franchi par quatre autres itinéraires cyclotouristiques de Savoie : l'itinéraire cyclo 53 Tour du lac du Bourget allant d'Aix-les-Bains au Bourget-du-Lac, long de 50 km et classé en parcours sportif ; l'itinéraire cyclo 56 Tour de l'Épine, qui fait une boucle longue de 88 km autour de l'anticlinal de l'Épine avec départ et arrivée à Chambéry, classé en parcours athlétique ; l'itinéraire cyclo 57 Traversée de l'Épine, avec départ et arrivée à Chambéry en passant par le col de l'Épine et le col du Chat, long de 54 km, classé en parcours athlétique ; et l'itinéraire cyclo 58 Mont du Chat partant à Chambéry et arrivant au Bourget-du-Lac en passant par la montée du mont du Chat et le col du Chat, long de 62 km, classé également en parcours athlétique.

### Protection environnementale
Le col du Chat est situé au cœur de la zone naturelle d'intérêt écologique, faunistique et floristique (ZNIEFF) de type II Montagne de l'Épine et Mont du Chat (no 7303), qui englobe tout l'ensemble anticlinal. Cette zone présente un grand intérêt botanique en raison de la présence d'habitats forestiers comme des hêtraies neutrophiles, dont une est située à quelques centaines de mètres au nord du col. On y trouve aussi des espèces de type méditerranéen, notamment le sumac fustet, et d'autres espèces de grand intérêt comme l'aconit anthore se formant sur les pierriers exposés. La zone est aussi caractérisée par la présence d'espèces montagnardes à des altitudes particulièrement basses, ainsi que des espèces alpines et jurassiennes situées à la limite de leur aire de répartition. C'est une zone de reproduction et d'alimentation de diverses espèces présentes ; elle forme un corridor écologique de liaison entre le massif jurassien et les massifs subalpins.
Le col est aussi situé à l'extrémité sud de la ZNIEFF de type I Haut de la Charvaz (no 73030005), qui englobe le sommet et tout le versant occidental du mont de la Charvaz. L'exposition de ce versant a permis la mise en place de milieux adaptés à la sécheresse, dont la protection est un enjeu européen au XXIe siècle. À 400 m à l'ouest du col, sur le bord de la route descendant vers la vallée du Rhône, se situent les anciennes carrières de Pommaret, également classées en ZNIEFF de type I (no 73030006). D'une superficie de 1,35 ha, les cavités abritent de nombreuses espèces de chauves-souris.
À 400 m au nord du col se trouve l'extrémité méridionale du site d'intérêt communautaire nommé réseau de zones humides, pelouses, landes et falaises de l'Avant-Pays savoyard, dont la création a été proposée en avril 2002 sur 3 156 ha et de la zone de protection spéciale Avant-Pays savoyard, classée depuis avril 2006 sur 3 125 ha. Ces deux zones classées appartiennent au Réseau Natura 2000. Leur périmètre est pratiquement confondu et certaines parcelles s'étendent au pied du col, à 2 km à l'ouest du sommet.

## Culture populaire

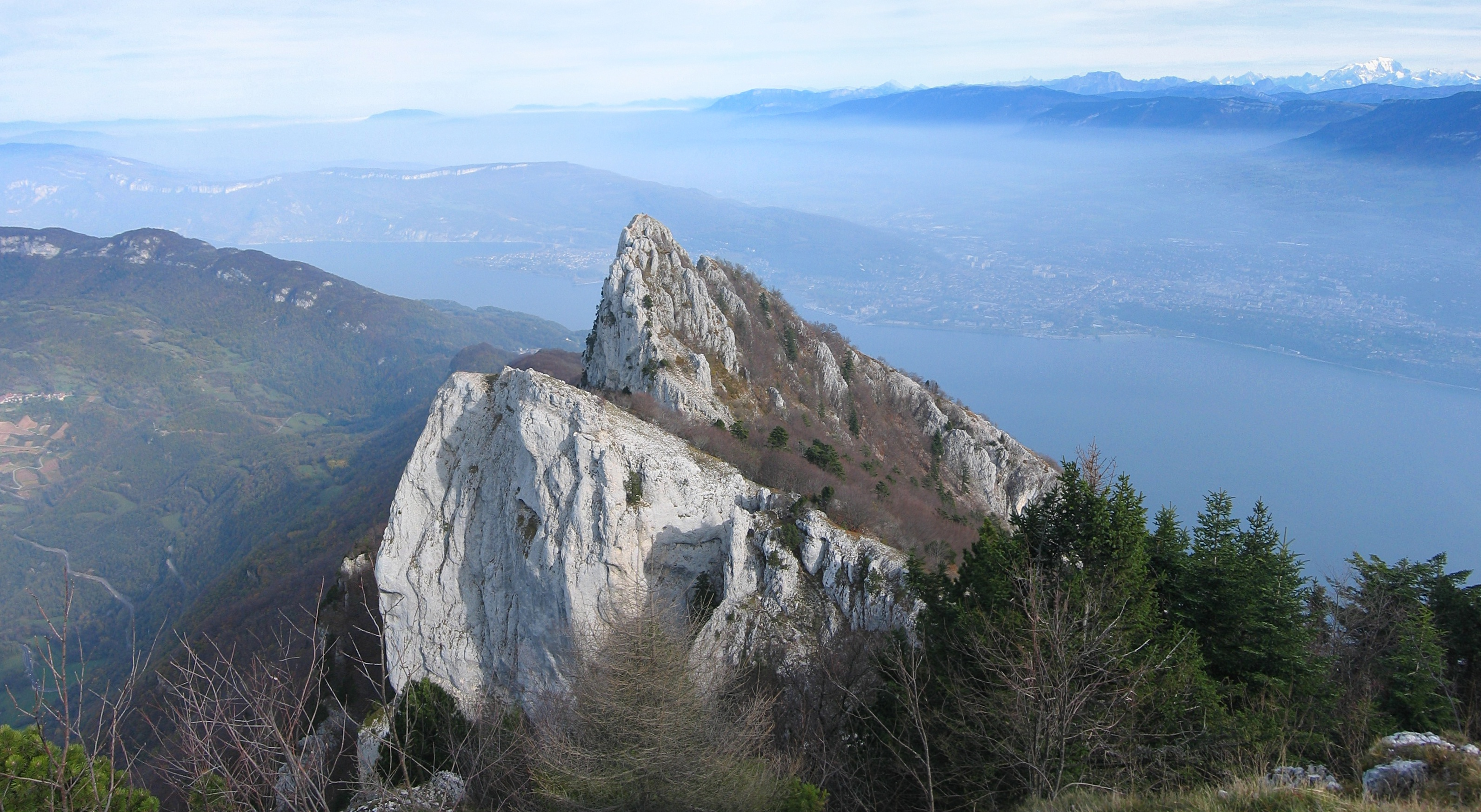
Vue de la dent du Chat, avec une partie des lacets de la route qui mène au col du Chat sur la gauche de la dent.

La dent du Chat est attachée à une légende populaire trouvant son origine dans L’Estoire de Merlin, une partie du cycle Vulgate de la légende arthurienne, qui met en scène le monstrueux félin Chapalu. Un pêcheur du lac Léman qui ne parvient pas à prendre le moindre poisson promet d'offrir sa première prise à Dieu, et manque à sa parole. Il remonte un petit chat noir au troisième coup de filet, et l'offre à ses enfants. L'animal devenant monstrueux, il le relâche dans la montagne. Après quoi, le chat dévore toute la famille du pêcheur, et attaque les voyageurs. Il est finalement tué par Arthur, qui le provoque avec l'aide de Merlin. Se jetant sur le roi, le Chapalu est abattu,.
Le folklore local connaît des variantes de cette histoire, où la mort du chat est attribuée à deux frères qui l'attaquent à la machine de guerre et l'achèvent au coutelas, ou à un soldat venu du Bourget, qui le tue à l'arquebuse. De même, le lac du Bourget remplace l'ancienne localisation. À partir du XIVe siècle, la créature est décrite comme retranchée dans une grande caverne, et dès le XVIe siècle, le combat légendaire du roi Arthur est déplacé sur le mont du Chat. Le nom de la montagne, connu depuis 1232, attesterait la fixation de la légende. En 1619, le franciscain Jacques Fodéré dit, en recopiant la légende, qu'il s'agissait d'un chat de la taille d'un tigre, et introduit les deux frères chevaliers d'Arthur, Berius et Melianus. À la fin du XIXe siècle, Émile Freymond collecte les traditions populaires en rapport avec cette légende. Il se fait raconter par les anciens du pays savoyard que le chat dévorait un voyageur sur dix ou un sur vingt depuis une caverne près du col, puis qu'un chevalier ou un soldat, qui était le dixième à passer, l'a occis. La mention de ce « grand chat » en Savoie pourrait avoir été popularisée par la présence effective du lynx jusqu'à une époque récente.